# Elbit Hermes 900
L'Elbit Hermes 900 Kochav (dall'ebraico con il significato di "Stella") è un drone (UAV) israeliano progettato per missioni tattiche ad altezze medie e con alta durata di volo.
Può volare per oltre 30 ore e raggiungere un'altezza massima di 9.100 m avendo come scopo primario operazioni di sorveglianza, ricognizione e comunicazioni.
L'Hermes è lungo 8,3 m con un'apertura alare di 15 m, pesa 970 kg e può portare un carico massimo di 300 kg costituito da sensori a infrarossi, sensori elettrottici, radar ad apertura sintetica, sensori iperspettrali, individuazione bersagli in movimento, comunicazioni e per guerra elettronica.

## Impiego operativo
L'Hermes 900 è stato utilizzato per la prima volta da Israele durante l'Operazione Margine di protezione nel luglio 2014. Era stato sottoposto a test di volo ma non era previsto l'impiego operativo prima della fine del 2015; è stato tuttavia impiegato durante l'operazione per singole missioni che si riteneva potesse svolgere meglio dell'Elbit Hermes 450.
Pochi giorni dopo aver ricevuto l'ordine di impiegare il velivolo, un Kochav è stato approntato per un'attività temporanea. La prima missione operativa dell'Hermes 900 ha avuto luogo il 15 luglio 2014, primo anello di una catena di operazioni che alla fine ha portato ad un attacco aereo da parte dei cacciabombardieri che ha distrutto alcune infrastrutture terroristiche. La manutenzione del velivolo durante le operazioni è stata curata da personale Elbit perché le squadre di terra delle forze armate israeliane (Heyl Ha'Avir) non avevano ancora la qualificazione adeguata per eseguire la manutenzione, e anche nelle postazioni della missione era presente personale della Elbit per guidare gli operatori durante i voli di combattimento.
Dopo la fine dell'operazione, l'Hermes 900 ha ripreso i test di volo necessari per superare alcuni punti cruciali che non erano ancora stati raggiunti. L'Hermes 900 è stato ufficialmente introdotto nello schieramento delle IAF l'11 novembre 2015.

## Utilizzatori

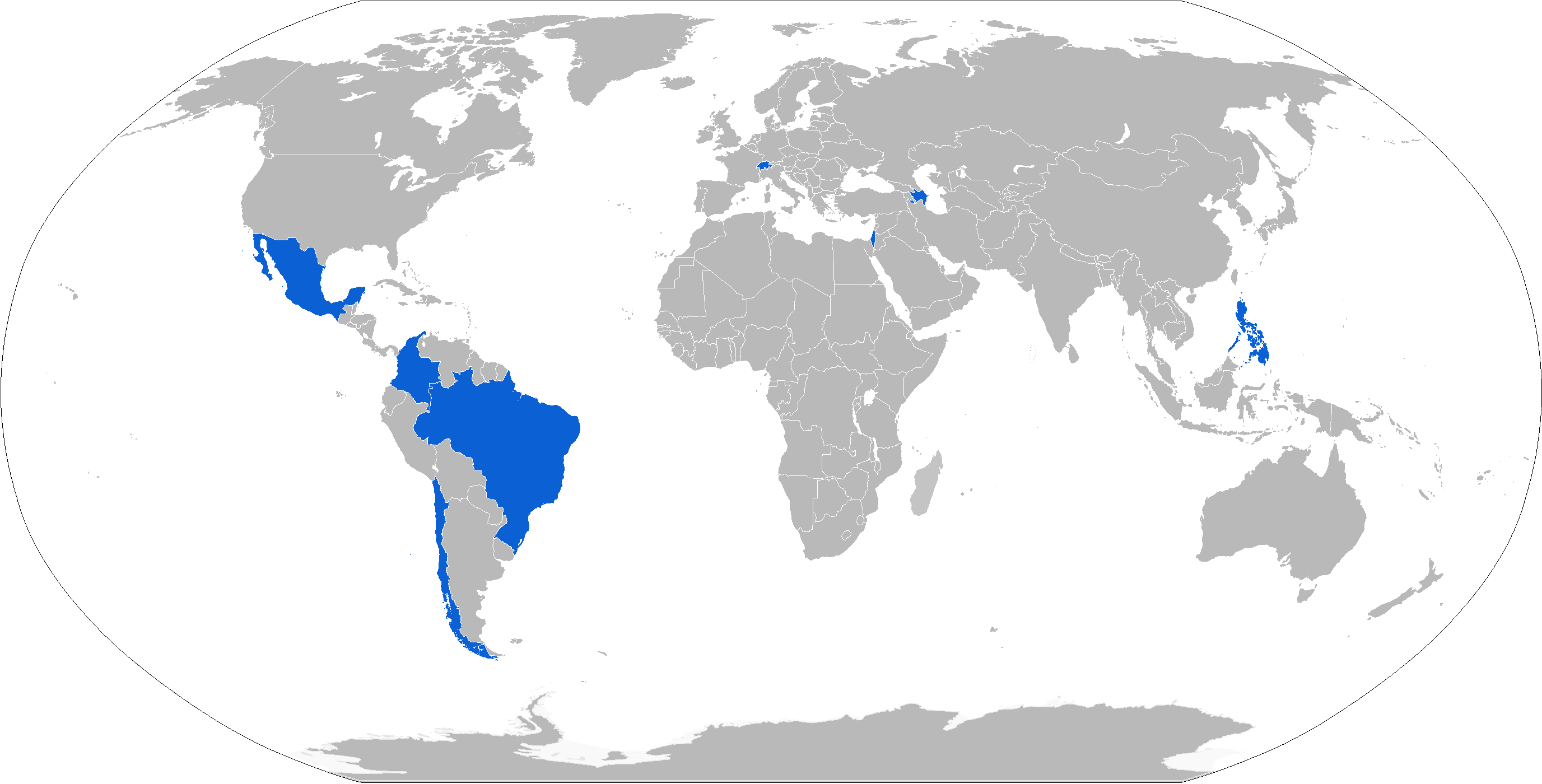
Mappa con colorati di blu gli operatori di Elbit Hermes 900

### Governativi
Canada
- Transport Canada

1 Hermes 900 ordinato a dicembre 2020 per sorveglianza ambientale marittima.
 Messico
- Policía Federal

Nel gennaio 2012 è stato vinto un contratto da $50 milioni per 2 Hermes 900.
 Unione europea
- Agenzia europea per la sicurezza marittima

2 Hermes 900 noleggiati tra il settembre 2018 e il marzo 2021.

### Militari
Azerbaigian
- Azərbaycan hərbi hava qüvvələri

Circa 15/20 Hermes 900 in servizio al giugno 2020.
 Brasile
- Força Aérea Brasileira

1 Hermes 900 (ridesignato RQ-900) ordinato il 27 marzo 2014. Ulteriori due Hermes 900 ordinati il 30 dicembre 2021. Secondo e terzo esemplare consegnati a marzo 2024, con il quarto consegnato nel settembre successivo.
 Cile
- Fuerza Aérea de Chile

3 Hermes 900 ordinati nel 2011 e tutti in servizio al gennaio 2019.
 Colombia
- Fuerza Aérea Colombiana

 Filippine
- Hukbong Himpapawid ng Pilipinas

9 Hermes 900 ordinati, 6 consegnati al febbraio 2021.9 Hermes 900 ordinati, 6 consegnati al febbraio 2021.
 India
- Indian Army

2 Hermes 900 ordinati a novembre 2023.
- Indian Naval Air Arm

2 Hermes 900 ordinati a novembre 2023.
 Islanda
L'Hermes 900 viene usato per monitorare la zona economica esclusiva.
 Israele
- Heyl Ha'Avir

Il primo volo operativo è stato fatto nel luglio 2014.
 Svizzera
- Forze aeree svizzere

6 Hermes 900 ordinati a novembre 2015. Primi due esemplari consegnati a fine aprile 2022 per essere sottoposti a prove di volo e il cui ingresso in servizio è avvenuto il 30 gennaio 2023.
 Thailandia
- Kongthap Ruea Thai

7 Hermes 900 ordinati a settembre 2022.